# Mouvement Mau
À ne pas confondre avec les Mau Mau, mouvement insurrectionnel au Kenya dans les années 1950.
Le Mau ou mouvement Mau (prononcer : ma-ou) est un mouvement anticolonial pacifique aux Samoa occidentales lors de la première moitié du XXe siècle. Il aboutit à l'indépendance des Samoa en 1962, premier pays du Pacifique insulaire à obtenir son indépendance.

## Contexte historique et genèse du mouvement
À la fin du XIXe siècle, plusieurs dynasties (Malietoa, Mata'afa et Tamasese) s'affrontent pour accéder au pouvoir dans l'archipel des Samoa, tandis que les rivalités coloniales viennent déstabiliser plus encore le pays. L'Allemagne, les États-Unis et le Royaume-Uni rivalisent pour le contrôle des Samoa, et soutiennent des monarques samoans différents. En 1889, les trois puissances occidentales s'accordent à reconnaître Malietoa Laupepa comme roi des Samoa. En 1899, à la suite du décès de ce dernier, les trois pays occidentaux signent un traité tripartite à Washington. L'Allemagne obtient le contrôle de la majeure partie des Samoa, l'est de l'archipel revenant aux Américains. Les Britanniques renoncent aux Samoa, obtenant en échange la majeure partie des îles Salomon, jusque-là relevant de la sphère d'influence allemande. Ainsi naît la partition de l'archipel samoan entre les Samoa occidentales, allemandes, et les Samoa orientales, américaines.

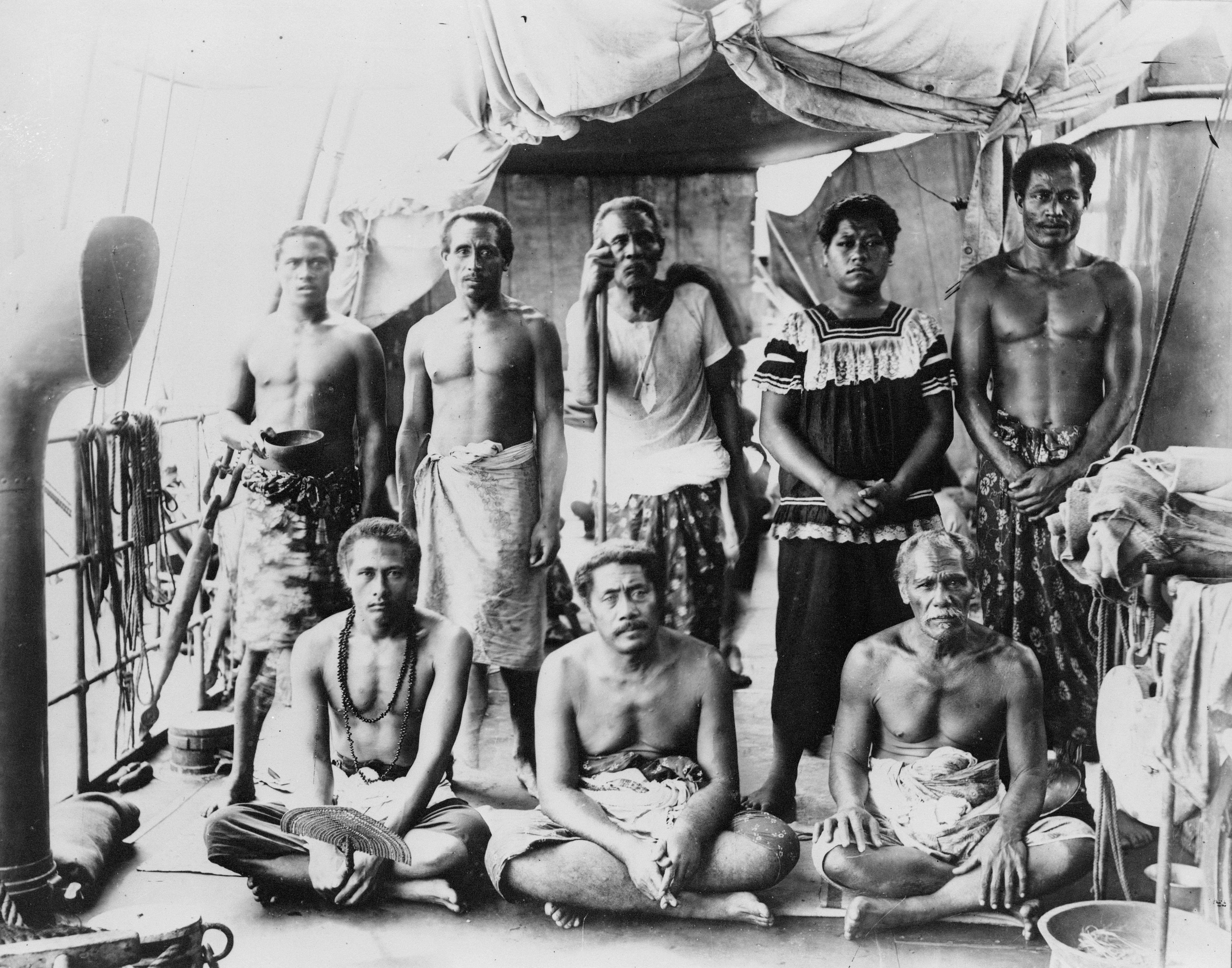
Lauaki Namulau'ulu (debout, 3e en partant de la gauche) et d'autres chefs du Mau, à bord du navire de guerre allemand les menant en exil forcé en 1909.

Les Samoa allemandes sont placées sous l'administration du gouverneur Wilhelm Solf. Les tentatives de l'administration allemande de centraliser tous les pouvoirs, au mépris de ceux des chefs et institutions samoans, ainsi que leur peu de respect pour les pratiques et valeurs coutumières (fa'asamoa), génèrent un mouvement de protestation. Initié par le chef Lauaki Namulau'ulu, ce mouvement est appelé Mau a Pule, c'est-à-dire « l'Opinion des Pule », les pule étant les plus hautes entités administratives traditionnelles de l'île de Savai'i, l'île principale du pays,,. En 1908, Namulau'ulu présente à Wilhelm Solf une pétition, demandant le respect des pratiques autochtones, une plus grande autonomie pour les Samoans, et une transition la plus rapide possible vers un retour à l'indépendance du pays . Ce premier Mau est rapidement réprimé par les Allemands, qui contraignent ses porte-parole à l'exil sur Saipan, dans les îles Mariannes du Nord, alors sous souveraineté allemande.

## Le Mau contre les Néo-Zélandais
Le 29 août 1914, dès les premières semaines de la Première Guerre mondiale, les forces néo-zélandaises envahissent les Samoa allemandes, à la demande des autorités impériales britanniques. L'administration coloniale allemande se rend sans résistance. Les îles passent sous administration néo-zélandaise, au sein de l'Empire britannique.
En novembre 1918, la pandémie de grippe espagnole atteint les Samoa occidentales, et tue 22 % de la population. Cette catastrophe est entièrement due à l'inadvertance des Néo-Zélandais, qui n'ont pas mis en place de mesures de quarantaine préventives, et ont autorisé l'entrée de porteurs du virus dans la colonie. À l'inverse, aux Samoa américaines il n'y a aucun mort, à la suite des mesures de quarantaine introduites par les autorités coloniales américaines. La négligence désastreuse des autorités néo-zélandaises avive le ressentiment des Samoans à leur encontre,,.
En 1920, la Société des Nations confirme l'administration des Samoa occidentales par les Néo-Zélandais, avec un mandat de classe C. Ce dernier signifie qu'en raison du caractère « sous-développé » de la colonie, les Samoans ne sont pas jugés aptes à se gouverner eux-mêmes dans le court ou moyen terme, et qu'ils sont donc confiés à la responsabilité de la puissance coloniale mandatée. En pratique, les Néo-Zélandais sont libres de gouverner le territoire comme bon leur semble. Ce n'est qu'en 1923 que ceux-ci rétablissent le Fono des Faipule, assemblée consultative de chefs samoans reconnue précédemment par les autorités allemandes. À partir de 1928, les Néo-Zélandais intègrent des chefs samoans à l'administration coloniale. Néanmoins, l'administration néo-zélandaise aux Samoa est peu qualifiée et peu efficace. Ses membres n'y sont souvent postés que durant quelques années chacun, et prennent rarement le temps de s'immerger dans la culture samoane, ni d'apprendre la langue. Les gouverneurs successifs de la colonie sont souvent des officiers militaires, malgré la mise en place d'un régime civil après la guerre. Ils « ont tendance à adopter une approche autocratique ». Souvent « ignorants ou méprisants envers les coutumes et pratiques samoanes », ils renforcent le ressentiment de leurs administrés à leur encontre. Le major-général George Richardson, gouverneur de 1923 à 1928, cristallise les mécontentements. Bien qu'il ait pris le temps d'apprendre la langue samoane, il a pour priorité de 'moderniser' la colonie. Au nom de l'efficacité économique, il entreprend une individualisation des propriétés foncières, au mépris des droits et des coutumes autochtones, et interdit les cérémonies et loisirs autochtones qu'il considère comme une perte de temps. Les chefs qui résistent se voient privés de leur titre, voire bannis de leur village, une forme de punition appliquée à plus d'une cinquantaine de reprises lors des trois premières années de l'administration Richardson, souvent pour punir des transgressions anodines. Le Mau connaît alors une résurgence.

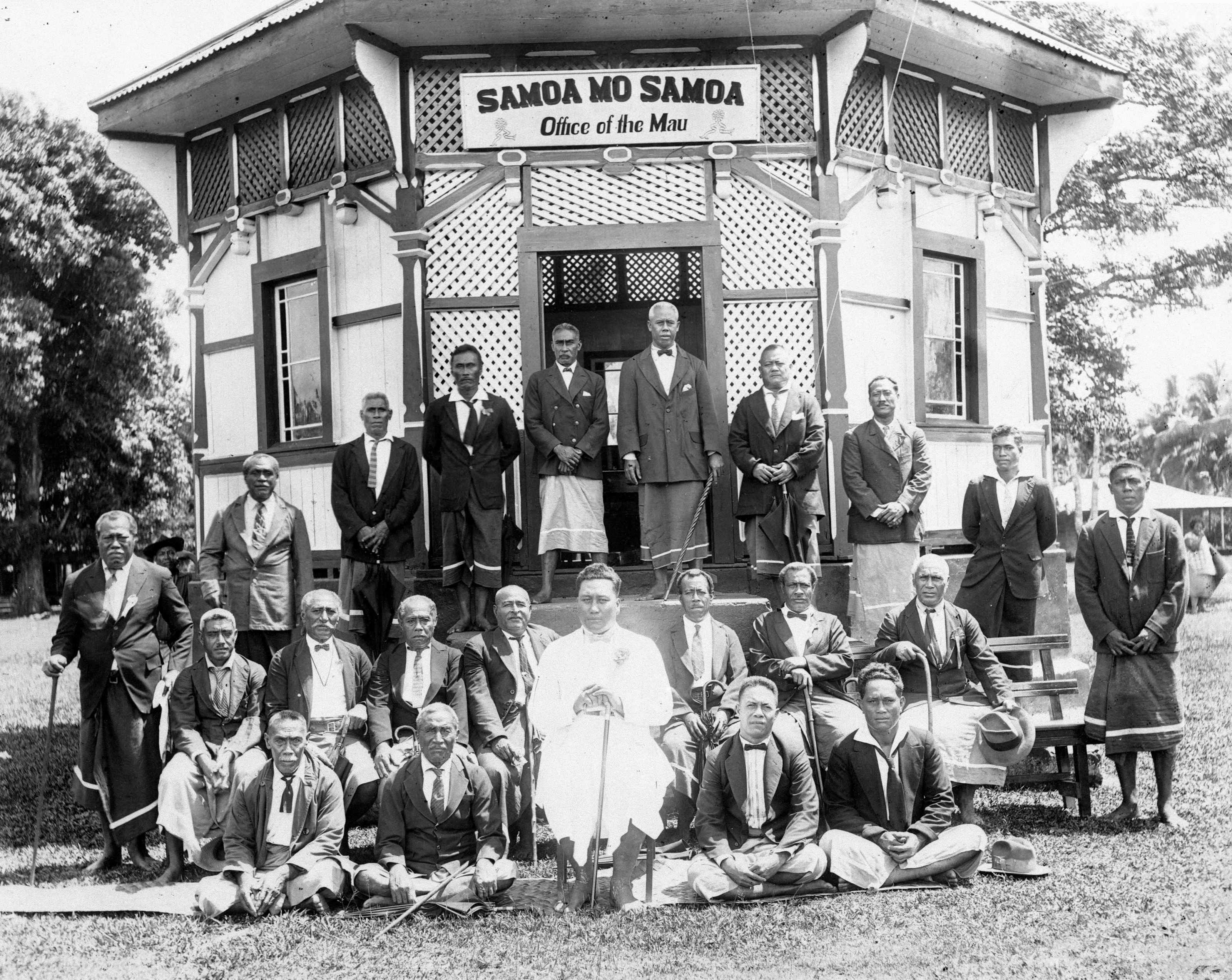
Tupua Tamasese Lealofi III et les autres dirigeants du Mau devant leur bureau principal à Vaimoso, en 1929.

Dans les années 1920, le mouvement anticolonial devient un large mouvement populaire, bien plus significatif qu'il ne l'avait été sous l'ère de domination allemande. En octobre et novembre 1926, deux réunions publiques spontanées permettent aux administrés, qu'ils soient autochtones ou colons, d'exprimer leurs griefs, en vue de la préparation de pétitions. Certains colons et métis réclament en effet le droit à une plus grande participation au gouvernement, et se joignent ainsi aux revendications des autochtones. En mars 1927, un « comité citoyen » établit formellement la Ligue samoane, bientôt connue sous le nom de O le Mau a Samoa - c'est-à-dire « l'opinion (résolue) des Samoa ». Le Mau appelle à l'indépendance du pays, et donc au départ des autorités néo-zélandaises. En mai, Olaf Nelson, un métis et l'une des figures de proue du mouvement, lance le journal Samoa Guardian. Doté d'un comité central, le Mau devient cette même année un gouvernement alternatif aux autorités coloniales. Il établit son quartier général dans le village de Vaimoso, sous la direction du grand chef Tupua Tamasese Lealofi III, mais a des branches locales dans la quasi-totalité du pays. Le gouvernement colonial estime que les deux-tiers de la population se reconnaissent dans le Mau, tandis que ce dernier revendique le soutien de 90 % des habitants.
En juin 1927, Richardson ordonne au Mau de se dissoudre, et menace d'exiler tout colon qui participe au mouvement. La population blanche étant contrainte de se distancer du Mau, ce dernier devient davantage un mouvement proprement autochtone. Le Mau entreprend une politique de non-coopération passive vis-à-vis des autorités coloniales. Les instances locales relevant de l'administration coloniale ne se réunissent plus. La population refuse de travailler sur les plantations. La très grande majorité des Samoans ne paient plus leurs impôts aux autorités, mais les versent au Mau. En septembre, une commission néo-zélandaise entend les griefs des Samoans à l'encontre des autorités, mais publie un rapport soutenant Richardson, et accuse le Mau d'être un mouvement entretenu par une minorité d'agitateurs blancs et autochtones.
Début 1928, Olaf Nelson et les autres principaux membres métis ou blancs du Mau, dont Alfred Smyth, sont exilés en Nouvelle-Zélande. Là, Nelson envoie des pétitions au gouvernement néo-zélandais, continue à mener campagne pour l'indépendance des Samoa, et obtient le soutien du principal parti d'opposition néo-zélandais, le Parti travailliste. La même année, il présente une pétition, contenant les signatures de 86 % de la population adulte masculine des Samoa, à la Société des Nations à Genève. La commission permanente chargée des mandats refuse de lui accorder une audience.

## Répression, et le «samedi noir» de 1929
À la demande de Richardson, en février 1928, la Nouvelle-Zélande envoie des soldats et deux navires de guerre aux Samoa pour réprimer le Mau. Quelque 400 membres du Mau sont arrêtés. En réponse, des centaines d'autres se présentent spontanément pour être incarcérés aux côtés de leurs camarades ; les prisons ne peuvent tous les contenir. Ce coup d'éclat de la résistance pacifique du Mau est une profonde humiliation pour George Richardson, qui quitte la colonie en avril.
Il est remplacé par le colonel Stephen Allen, qui poursuit la politique de répression. L'année 1928 connaît deux violents affrontements entre la police coloniale et des membres du Mau qu'elle tente d'arrêter. Le second affrontement, en novembre, se solde par l'arrestation de Tupua Tamasese Lealofi III, le principal dirigeant du Mau. Il est condamné à six mois de prison en Nouvelle-Zélande, puis revient aux Samoa.
Le samedi 28 décembre 1929, le Mau organise une manifestation pacifique dans les rues d'Apia, la capitale, pour célébrer le retour d'exil d'Alfred Smyth. La police tente d'arrêter l'un de ses membres. La foule s'y oppose, et un affrontement s'ensuit. Des policiers tirent en direction de la foule. Un policier, isolé, est battu à mort par des manifestants. La foule s'approche du  poste de police où les policiers se sont réfugiés. Trois policiers, se sentant pris au piège et pris de panique, tirent dans la foule, faisant au moins huit morts - dont Tupua Tamasese Lealofi III, qui à ce moment cherchait à restreindre et à calmer la foule,,. Tandis que les Samoans pleurent leur grand chef, une enquête néo-zélandaise conclut que l'usage des armes à feu avait été justifiée, avivant ainsi encore les tensions.

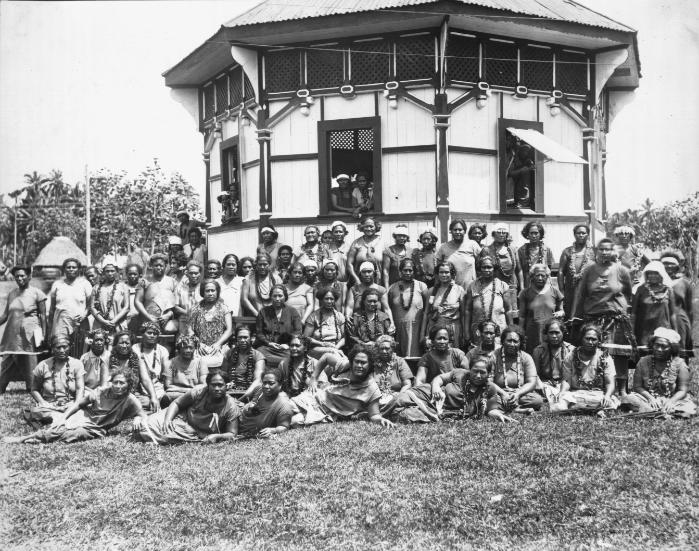
Les femmes du Mau, prenant la direction publique du mouvement en 1930 lorsque les hommes sont contraints à la clandestinité.

Le 13 janvier 1930, Stephen Allen décrète que le Mau est une organisation séditieuse. Traqués par les soldats néo-zélandais, ses membres sont contraints d'abandonner leurs quartiers-généraux et de se réfugier dans la clandestinité, dans l'intérieur des terres. La population les abrite, ce qui mène les soldats néo-zélandais à organiser des raids sur les villages. Les hommes étant contraints de se cacher, les femmes deviennent un temps le visage public du Mau, gérant les affaires du mouvement. En mars, néanmoins, le Mau capitule, et se dissout sous la contrainte. Un nouveau gouverneur, le brigadier-général Herbert Hart, est nommé en avril 1931. Les quelques partisans du Mau qui osent encore s'exprimer sont arrêtés. Olaf Nelson, revenant d'exil en 1933, parvient brièvement à raviver le mouvement, mais est arrêté et déporté à nouveau en 1934.

## Autonomie puis indépendance
Si le Mau en 1934 semble bel et bien avoir été réprimé, il reprend vie grâce à l'élection en 1935 du premier gouvernement travailliste en Nouvelle-Zélande, dirigé par l'emblématique premier ministre Michael Savage. Les Travaillistes avaient pris parti pour le Mau dès la fin des années 1920, et le gouvernement Savage (auteur par ailleurs de l'État-providence en Nouvelle-Zélande) ouvre des discussions avec les nationalistes samoans. L'interdiction du Mau est révoquée en 1936, de même que l'exil forcé d'Olaf Nelson. Le Mau devient dès lors la principale force politique de la colonie, obtenant la majorité des sièges dans le nouveau Fono (assemblée consultative) autochtone, de même qu'à l'Assemblée législative coloniale.
La progression vers une réelle autonomie politique est ralentie par la Seconde Guerre mondiale. En 1947, la nouvelle Organisation des Nations unies confirme le mandat néo-zélandais sur les Samoa, étant clairement entendu toutefois que le rôle des Néo-Zélandais est de préparer le plus rapidement possible les Samoans à l'indépendance. Un Conseil d'État est mis en place, associant le Haut commissaire néo-zélandais et deux grands chefs samoans. En juin 1948, le drapeau samoan est hissé pour la première fois au côté du drapeau néo-zélandais. En 1957,  le pays obtient sa pleine autonomie, suivie par un référendum pour l'indépendance en 1961. Les Samoa occidentales accèdent au statut d'État souverain le 1er janvier 1962. Il est alors le premier pays parmi les îles du Pacifique à retrouver son indépendance,. L'un de ses deux premiers co-chefs d'État est Tupua Tamasese Mea'ole, tenant du titre de Tupua Tamasese et fils du martyr du Mau Tupua Tamasese Lealofi III.

## Le Mau aux Samoa américaines
Les Samoa américaines ont également connu un Mau, mouvement de résistance non-violente, mais beaucoup moins influent dans le long terme. Il est fondé en avril 1920 par les chefs de l'île de Tutuila, la principale île de la colonie, et parvient brièvement à paralyser les activités de l'administration coloniale américaine. Cette dernière réprime rapidement le mouvement. Un navire de guerre est envoyé à la colonie, et dix-neuf chefs sont emprisonnés. Sérieusement affaibli, le mouvement disparaît à la fin de la décennie. Les Samoa américaines restent à ce jour un territoire autonome non-incorporé des États-Unis, et ses dirigeants élus par la population sont hostiles à toute notion d'indépendance.